# Autoconeixement
L'autoconeixement és un concepte psicològic que implica introspecció, definir la pròpia visió d'un mateix i determinar les característiques de la personalitat. Sovint adquireix connotacions espirituals, com en la meditació o els ensenyaments filosòfics inspirats per Sòcrates.
William James va afirmar que tota persona té un sentiment d'autopercepció (s'adona que existeix d'una determinada manera) que influeix en l'autoconcepte (la visió que es té d'un mateix). Aquest autoconcepte és un dels components de l'autoestima. L'autopercepció és un dels elements fonamentals de l'autoconeixement. L'autoconeixement implica definir-se en funció d'uns valors, uns gustos, unes virtuts i uns defectes i l'experiència prèvia. S'assoleix pensant en la pròpia vida. Ocupa un paper creixent en l'educació, ja que és una base per a altres aprenentatges. Alguns defensen que la droga pot ser un camí d'autoconeixement en alliberar l'inconscient. La psicoanàlisi es basa en gran part a aconseguir l'autoconeixement del pacient, que verbalitza com és i què li passa com a primer pas per a guarir-se de la seva malaltia.